# Bartow (Florida)
Bartow ist eine Stadt und zudem der County Seat des Polk County im US-Bundesstaat Florida.
Das U.S. Census Bureau hat bei der Volkszählung 2020 eine Einwohnerzahl von 19.309 ermittelt.
Bartow ist auch bekannt als Die Stadt der Eichen und Azaleen wegen seiner hohen Eichen, die Anfang des 20. Jahrhunderts um die viktorianischen Häuser gebaut wurden und seiner farbenfrohen Vergangenheit.

## Geographie
Bartow befindet sich am Peace River und liegt rund 50 Kilometer östlich von Tampa.

## Geschichte
Bartow wurde ursprünglich Fort Blount genannt, wurde aber nach dem amerikanischen Bürgerkrieg umbenannt, zu Ehren von Francis S. Bartow, dem ersten konföderierten Beamten, der im Krieg starb. Das Land zum Stadtbau wurde ursprünglich vom „King of the Crackers“, Jacob Summerlin gespendet, der auch die Stadt Orlando gründete. Bis zu den 1930er Jahren war Bartow die größte Stadt im Polk County, bis sie von Lakeland und Winter Haven überflügelt wurde.
Bartow erhielt durch eine Anbindung an die Hauptstrecke der South Florida Railroad bei Lake Alfred im Jahr 1885 Anschluss an das Eisenbahnnetz.

### Religionen
In Bartow gibt es derzeit 34 verschiedene Kirchen mit zwölf verschiedenen Konfessionen. Unter den zu einer Konfession gehörenden Kirchen ist die Baptistengemeinde mit elf Kirchen am stärksten vertreten. Es gibt drei zu keiner Konfession gehörende Kirchen (Stand: 2004).

### Demographische Daten
Laut der Volkszählung 2010 verteilten sich die damaligen 17.298 Einwohner auf 7.130 Haushalte. Die Bevölkerungsdichte lag bei 594,4 Einw./km². 67,6 % der Bevölkerung bezeichneten sich als Weiße, 23,7 % als Afroamerikaner, 0,3 % als Indianer und 1,1 % als Asian Americans. 4,8 % gaben die Angehörigkeit zu einer anderen Ethnie und 2,5 % zu mehreren Ethnien an. 14,7 % der Bevölkerung bestand aus Hispanics oder Latinos.
Im Jahr 2010 lebten in 35,6 % aller Haushalte Kinder unter 18 Jahren sowie 30,1 % aller Haushalte Personen mit mindestens 65 Jahren. 67,4 % der Haushalte waren Familienhaushalte (bestehend aus verheirateten Paaren mit oder ohne Nachkommen bzw. einem Elternteil mit Nachkomme). Die durchschnittliche Größe eines Haushalts lag bei 2,57 Personen und die durchschnittliche Familiengröße bei 3,12 Personen.
28,3 % der Bevölkerung waren jünger als 20 Jahre, 26,6 % waren 20 bis 39 Jahre alt, 24,6 % waren 40 bis 59 Jahre alt und 20,4 % waren mindestens 60 Jahre alt. Das mittlere Alter betrug 36 Jahre. 47,0 % der Bevölkerung waren männlich und 53,0 % weiblich.
Das durchschnittliche Jahreseinkommen lag bei 46.034 $, dabei lebten 17,3 % der Bevölkerung unter der Armutsgrenze.
Im Jahr 2000 war Englisch die Muttersprache von 92,57 % der Bevölkerung, spanisch sprachen 7,01 % und 0,42 % sprachen französisch.

## Sehenswürdigkeiten
Folgende Objekte sind im National Register of Historic Places gelistet:
| - Bartow Downtown Commercial District - Lawrence Brown House - Benjamin Franklin Holland House - Mann Manor - Northeast Bartow Residential District - Oak Hill Cemetery | - Old Polk County Courthouse - South Bartow Residential District - South Florida Military College - John J. Swearingen House - Thompson and Company Cigar Factory |

## Wirtschaft
Die hauptsächlichen Beschäftigungszweige sind: Ausbildung, Gesundheit und Soziales: (19,3 %), Handel / Einzelhandel: (11,8 %), Öffentliche Verwaltung: (13,9 %), Industrieproduktion: (11,1 %).

## Schulen
- Floral Avenue Elementary School, etwa 650 Schüler
- James E. Stephens Elementary School, etwa 430 Schüler
- Bartow Elementary School, etwa 360 Schüler
- Gibbons Street Elementary School, etwa 350 Schüler
- Bartow Middle School, etwa 950 Schüler
- Bartow Senior High School, etwa 1200 Schüler

Seit 2003 pflegt die Bartow High School eine Schulpartnerschaft mit der Märkischen Schule Wattenscheid in Bochum-Wattenscheid.

## Parks und Sportmöglichkeiten
Es gibt ein kleines Angebot von verschiedenen Stadtparks sowie mehrere sportliche Einrichtungen sowie Spielwiesen und Möglichkeiten zum Camping und Grillen.

## Kliniken
- Bartow Memorial Hospital

## Verkehr
Bartow wird von den U.S. Highways 17 (SR 555) und 98 (SR 35) sowie der Florida State Road 60 durchquert. Die Stadt besitzt mit dem Bartow Municipal Airport einen eigenen Flughafen für Kleinflugzeuge. Der nächste internationale Flughafen ist der Tampa International Airport (rund 80 Kilometer westlich).

## Kriminalität
Die Kriminalitätsrate lag im Jahr 2010 mit 489 Punkten (US-Durchschnitt: 266 Punkte) im hohen Bereich. Es gab drei Morde, sechs Vergewaltigungen, 34 Raubüberfälle, 69 Körperverletzungen, 247 Einbrüche, 767 Diebstähle, 36 Autodiebstähle und eine Brandstiftung.

## Söhne und Töchter der Stadt
- Michael Tomasello (* 1950), Anthropologe
- Adam Putnam (* 1974), Politiker
- Ray Lewis (* 1975), Footballspieler
- Tracy McGrady (* 1979), Basketballspieler
- Tony Bradley (* 1998), Basketballspieler